# Shokei shōjo no bājin rōdo
Shokei shōjo no bājin rōdo (処刑少女の生きる道) est un light novel japonais de genre yuri créé par Mato Sato (ja) et illustré par Nilitsu (ja). Il est publié de juin 2019 à mars 2025 par SB Creative sous le label GA Bunko (ja).
L'œuvre est adaptée en série manga prépubliée dans le magazine Young Gangan depuis le 5 juin 2020 et en série télévisée d'animation de 12 épisodes produite par J. C. Staff et diffusée au Japon entre le 2 avril 2022 et le 18 juin 2022.

## Histoire

### Prologue
L'histoire de Shokei shōjo no bājin rōdo se déroule dans un monde éthérique parallèle au notre. Les habitants de ce monde ont créé une civilisation avancée avec de fortes influences japonaises dû à l'arrivée des individus provenant d'un monde parallèle nommé « Japon », appelés « Perdus ». Avec le temps, la culture et la langue japonaise ont été intégrées à ce monde éthérique et pendant un temps, ce monde a prospéré.
Parfois, certains « Perdus » reçoivent des pouvoirs éthériques appelés des « Pur Concept ». Chaque « Pur Concept » donne à son propriétaire un pouvoir différent :
- le « Pur Concept Null » permet de faire disparaître n'importe quel objet ;
- le « Pur Concept Temps » permet de faire régresser le temps ;
- le « Pur Concept Chaos » permet de faire apparaître des monstres à volonté.

Chaque fois qu’un « Pur Concept » est invoqués par son propriétaire, celui-ci devient de plus en plus puissant et incontrôlable, tandis que leur esprit et leur identité se détériorent au point de devenir des « erreurs humaines ».
Parmi les différentes « erreurs humaines » ayant existées, quatre font encore rage, quoique maintenus hors de porté de la population :
- l’épée de sel, qui a transformé tout le continent occidental — ainsi que ses habitants — en sel qui fond progressivement dans la mer ;
- le Pandæmonium, une entité capable de créer des monstres et qui vit caché derrière un mur de brouillard visible depuis la ville de Libelle dans l’archipel du Sud ;
- la Société mécanique, qui contrôle la frontière sauvage à l’Est ;
- le Starhusk, qui a creusé le centre du continent Nord et l’a mis à flot.

Les « Pur Concept » ne peuvent pas être transférés d'une personne à une autre.
Pour éviter à nouveau qu'un « Perdu » disposant d'un « Pur Concept » puisse à nouveau apparaître dans ce monde et créer de nouvelles erreurs, l’invocation des « Perdus » — le fait d'utiliser de la magie pour les transférer depuis le Japon jusqu'au monde éthérique — est devenue strictement interdite et les rituels d'invocation réservés à la gestion des Faust, une classe de membres de l’Église dans la société. Parmi les Faust se trouvent les Bourreaux, dont le but et d’assassiner tous les « Perdus » qui pourraient encore apparaître.

### Synopsis
Menou, une bourrelle, est chargé d’assassiner Akari Tokitō, une « Perdue » qui a été invoqué par le roi Grisarika, membre de la Noblesse, la classe noble. Cependant, elle échoue car Akari possède le « Pur Concept » du Temps : lorsqu'elle est tuée, son « Pur Concept » se met en place et régresse le temps jusqu'à ce qu'elle se réanime, la rendant théoriquement immortelle.
Ne sachant que faire face à cette situation, Menou entreprend un voyage avec Akari à ses côtés, dans l’espoir de trouver un moyen de la tuer. La mission s'annonce d'autant plus compliqué qu'an fur et à mesure que le temps passe Menou semble éprouver des sentiments pour Akari.

## Personnages
Menou (メノウ, Menō)
Voix japonaise : Iori Saeki (ja),,,,
Une jeune Faust spécialisée dans la chasse et l’assassinat des Perdus.
Elle est consciente que la plupart des Perdus qu’elle tue sont des innocents, mais connaissant le risque de voir le « Pur Concept » des « Perdus » les corrompre et de voir une nouvelle « erreur humaine » apparaître, elle sait qu’ils ne peuvent pas être laissés vivants.
Enfant, Menou était la seule survivante d’un village dont tous les habitants ont été transformés en sel à cause d'une « Perdue » dont le « Pur Concept » était devenu incontrôlable. Cet incident l'ayant traumatisée, elle a ensuite été recueillie par Flare, Bourrelle chargée à l'époque de tuer la « Perdue » en question. En tant qu'apprentie de Flare, Menou est parfois appelée « Flarette ».
En tant que bourrelle, Menou possède une grande maîtrise de son éther et manie principalement un couteau et ses écritures (livre contenant différentes formules magiques) pour tuer.
Chargée de tuer Akari, elle se rend compte qu'elle n'y arrive pas avec les moyens qu'elle utilise habituellement. Elle agit comme escorte d’Akari le temps de trouver un moyen de la tuer.
Akari Tokitō (時任 灯里 / アカリ, Tokitō Akari)
Voix japonaise : Moe Kahara (ja)
Une « Perdue » qui a été convoqué de force dans le monde éthérique par le roi Grisarika.
Son « Pur Concept », le [Temps], lui permet de contrôler tous les éléments du temps. Se déclenchant instinctivement à sa mort, il lui permet de régresser jusqu'à ne plus avoir aucune blessure, ce qui la rend théoriquement immortelle. Lycéenne japonaise, elle est d’abord dépeinte comme plutôt maladroite et tête en l’air, mais aussi gentille et confiante, ce qui l’amène à faire facilement confiance à Menou dès leur première rencontre. Elle croit en effet que leur rencontre était le fait du destin. En vérité, Akari a déjà fait régresser le monde à plusieurs reprises pour empêcher la mort de Menou, effaçant ses souvenirs à chaque fois et ne laissant qu’un sentiment de déjà vu.
Elle est profondément amoureuse de Menou, faisant qu'elle est prête à tout pour la protéger.
Momo (モモ)
Voix japonaise : Hisako Kanemoto
Une jeune Faust et apprentie de Menou, qu'elle appelle senpai.
Elle aide Menou sur tout ce dont elle a besoin pendant une mission. Elle prend également également des initiatives lorsque la situation l'exige.
Comme Menou, Momo possède une grande maîtrise de son éther et manie principalement une scie à fil pour tuer.
Elle a le béguin pour Menou : elles sont amis d’enfance. Cela se traduit c'est elle par un profond attachement à des rubans pour cheveux que Menou lui a offert, mais aussi pour une jalousie maladive envers Akari, que Momo se supporte pas de voir se rapprocher de Menou au fil du temps.
Ashuna (アーシュナ, Āshuna)
Voix japonaise : Mao Ichimichi
Une princesse guerrière de Grisarika. Elle est membre de la Noblesse car fille du roi de Grisarika.
Téméraire et audacieuse, Ashuna a peu de considération pour son titre ou ses nobles devoirs et préfère chercher des adversaires forts au combat. Elle se bat à l’aide d’une épée qu’elle peut enchanter avec des flammes éthériques.
Flare (フレア, Furea)
Voix japonaise : Yūko Kaida
Une Faust légendaire célèbre pour sa maîtrise incroyables de son éther et pour avoir tué de nombreux « Perdus ».
Après avoir sauvé Menou d’un Perdu alors qu'elle était jeune, Flare l’a accueillie comme apprentie.
Orwell (オーウェル, Ōweru)
Voix japonaise : Tamie Kubota (ja),
Faust et archevêque de l’Église, c'est la supérieure direct de Menou.
Lorsque Menou n'arrive pas tuer Akari, Orwell lui ordonne d’abord de l’amener à la ville de Garm afin qu’Akari puisse être exécuté. Menou découvre plus tard qu’Orwell, épuisée et désillusionnée par ses années de service, avait kidnappé des jeunes filles pour drainer leur jeunesse pour elle-même, et a maintenant l’intention d’utiliser Akari pour inverser le temps sur elle. Son plan échoue et elle est tuée par Menou, qui puise dans le « Pur Concept » d’Akari pour accélérer le vieillissement d'Orwell jusqu'à sa mort.
Mutou Mitsuki (ミツキ, Mitsuki)
Voix japonaise : Yūma Uchida (ja)
Un Perdu qui a été convoqué par le roi Grisarika en même temps qu'Akari.
Son « Pur Concept » est le [Null], ce qui lui permet de détruire complètement n’importe quel objet. Il est tué par Menou pour l’empêcher d’abuser de son pouvoir. Lycéen japonais, il est tué par Menou pour l’empêcher d’abuser de son nouveau pouvoir.
Manon Libelle (マノン リベル, Manon Riberu)
Voix japonaise : Manaka Iwani (ja)
La fille du comte Libelle, le souverain de la ville portuaire portant le nom de sa famille.
Fille d'une Perdue, sa mère a été tuée par Flare. Lorsque se passe les événements du light novel, elle dirige un groupe subversif appelé The Fourth, qui se considère comme une classe sociale « libérée » à part du reste du monde. Bien que publiquement naïve et douce, elle a un penchant pour le meurtre sadique. En privé, elle est une sœur aînée de Pandæmonium, dont elle utilise le sang pour produire des pilules destructrices. Elle cherche à acquérir le pouvoir des Perdus pour se venger des membres du Fourth qui l'a considère comme « trop faible ».
Pandæmonium (万魔殿 / パンデモニウム, Pandemoniumu)
Voix japonaise : Anzu Haruno (ja)
Une Perdue qui est venue au monde il y a plusieurs centaines d’années, bien qu’elle apparaisse comme une enfant de dix ans.
Son « Pur Concept » est le [Chaos], lui permettant de créer et de contrôler des monstres, ce qui l’a amenée à devenir responsable de l’une des quatre erreurs humaines majeures.
Son « Pur Concept » l’ayant complètement corrompue, Pandæmonium se comporte comme une petite fille sans volonté propre. Son sang est utilisé par Manon pour produire des pilules destructrices.
Sicilia (シシリア, Shishiria)
Voix japonaise : Akeno Watanabe
Une Faust servant comme prêtresse dans la ville portuaire de Libelle.
Bien que présentée comme proche de Flare, les détails de leur relations ne sont pas connus.

## Univers de l'œuvre
L'univers de Shokei shōjo no bājin rōdo est un univers parallèle à celui du Japon. Cet univers a pour particularité de posséder comme source d'énergie l'éther : il s'agit d'une forme d'énergie générée par l'âme des habitants et il peut se concentrer en sources sous forme de « veines terrestres » ou de « veine célestes ». Cet éther peut utiliser pour fonctionner des machines ou d'enchanter des objets. En théorie, tous les habitants de cet univers peuvent le manier, mais en pratique il faut avoir un don spécial et pourvoir s'entrainer à l'aide d'outils.
Il est principalement composé du royaume de Grisarika. La population est divisée en trois classes :
- les Commons : il s'agit de la classe qui représentent la majorité de la population (environ 90 %) ;
- La Noblesse : il s'agit de la classe qui s'occupe de l'administration du royaume. Elle est composée de chevaliers, de nobles et du roi ;
- Les Fausts : il s'agit de la classe la plus élevée de la société. Elle est composée des membres de l'Église.

À ces trois classes peut être rajouté celle des Fourth. Il s'agit d'une société secrète qui prévoit de renverser le régime en place. Il est basé dans la ville portuaire de Libelle. Elle a été à plusieurs reprises mêlée à des activités terroristes.
Parfois, des individus originaires de notre univers sont convoqués dans le royaume de Grisarika. Il s'agit des Perdus et sont tous originaire du Japon. Avec le temps, leur culture a été intégrée à celle du royaume de Grisarika.

## Analyse de l'œuvre

### Inspiration et création de l'œuvre
Mato Sato s'est inspiré de l'anime Darker than Black.
Le titre de l'œuvre, Shokei shōjo no bājin rōdo, veut littéralement dire « Le mode de vie d'une bourrelle ». À l'internationale, il est vendu sous le titre de Shokei shōjo no virgin road,.
Dans une interview, Mato Sato explique qu'il ne voulait pas être soumis à une production rapide et qu'il voulait publier son histoire dans un format qui corresponde mieux au style de l'histoire, d'où le choix d'une production sous forme de light novel et non pas une production en ligne.

## Light novel
Shokei shōjo no bājin rōdo est écrit par Mato Sato et illustré par Nilitsu. SB Creative a publié huit volumes depuis juillet 2019 sous leur label GA Bunko (en). Une version anime adaptation special edition est sortie le 18 mars 2022.
Dans une interview Mato Sato déclare avoir choisi ce format qui puisse être appréciée comme une seule histoire.
La version anglaise est éditée par Yen Press . La version allemande est éditée par Altraverse (de).

### Liste des volumes
| no                                                             | Japonais          | Japonais          |
| no                                                             | Date de sortie    | ISBN              |
| -------------------------------------------------------------- | ----------------- | ----------------- |
| 1                                                              | 12 juillet 2019   | 978-4-81-560118-8 |
| Soshite, Kanojo wa Yomigaeru (そして、彼女は甦る)              |                   |                   |
| 2                                                              | 13 septembre 2019 | 978-4-81-560393-9 |
| Howaito Auto (ホワイト・アウト)                                |                   |                   |
| 3                                                              | 14 février 2020   | 978-4-81-560481-3 |
| Tessha no Ori (鉄砂の檻)                                       |                   |                   |
| 4                                                              | 6 août 2020       | 978-4-81-560713-5 |
| Akai Akumu (赤い悪夢)                                          |                   |                   |
| 5                                                              | 10 février 2021   | 978-4-81-560936-8 |
| Yakusoku no Chi (約束の地)                                     |                   |                   |
| 6                                                              | 12 août 2021      | 978-4-81-561140-8 |
| Shio no Hitsugi (塩の柩)                                       |                   |                   |
| 7                                                              | 14 avril 2022     | 978-4-81-561399-0 |
| Rosuto (ロスト)                                                |                   |                   |
| 8                                                              | 15 mars 2023      | 978-4-81-561723-3 |
| Fōru Daun (―フォール・ダウン―)                                 |                   |                   |
| 9                                                              | 15 janvier 2024   | 978-4-8156-2514-6 |
| Hoshi ni Negai wo, Hana ni Inori wo (―星に願いを、花に祈りを―) |                   |                   |

## Manga
Une adaptation en manga avec des dessins de Ryo Mitsuya commence sa prépublication dans le magazine Young Gangan de Square Enix du 5 juin 2020 au 19 avril 2024. La série est publiée par le même éditeur au format tankōbon avec un premier volume sorti le 9 février 2021 en 4 volumes.
La version anglophone du manga est diffusée en Amérique du Nord par Yen Press,. Altraverse, qui a pu obtenir les droits d’une publication en langue allemande de la série de romans, a annoncé qu’elle avait également obtenu les droits de l’adaptation manga.
La version germanophone du manga est diffusée en Allemagne par Altraverse, qui a obtenu les droits sur une publication en langue allemande de la série de romans.

### Liste des volumes
| no | Japonais       | Japonais          |
| no | Date de sortie | ISBN              |
| -- | -------------- | ----------------- |
| 1  | 9 février 2021 | 978-4-75-757098-6 |
| 2  | 10 août 2021   | 978-4-75-757414-4 |
| 3  | 25 mars 2022   | 978-4-75-757838-8 |
| 4  | 23 juin 2022   | 978-4-75-757982-8 |
| 5  | 25 mars 2023   | 978-4-75-758484-6 |
| 6  | 25 août 2023   | 978-4-75-758737-3 |

## Anime
Une adaptation de l'œuvre en série télévisée animée est annoncée lors du « GA Fes 2021 ». L'animation de la série est produite par J.C.Staff et réalisée par Yoshiki Kawasaki avec Shōgo Yasukawa à la supervision du scénario, Keiko Tamaki au chara design et Michiru comme compositeur de la musique. animée de douze épisodes a été diffusée à la télévision japonaise du 2 avril au 17 juin 2022 sur Tokyo MX, BS11 et AT-X. La série est produite par Egg Firm et SB Creative. Les douze épisodes de la série sont diffusés entre le 2 avril 2022 et le 18 juin 2022 sur Tokyo MX, BS11 et AT-X,. Il est également sorti sur la plateforme Niconico Live (ja). Le générique d'ouverture, Paper Bouquet, est interprété par Mili et le générique de fin, Tomoshibi Serenade (灯火セレナード) est interprété par ChouCho.
Une version Blu-Ray est sortie le 8 août 2022 et le 9 août 2022.
Sentai Filmworks obtient la licence de la série hors d'Asie et la streame sur HIDIVE. Medialink (en) possède la licence de la série pour l'Asie du Sud-Est, l'Asie du Sud et l'Océanie à l'exception de l'Asutralie et de la Nouvelle-Zélande.

### Liste des épisodes
| No | Titre français | Titre japonais          | Titre japonais                  | Date de 1re diffusion |
| No | Titre français | Kanji                   | Rōmaji                          | Date de 1re diffusion |
| --- | -------------- | ----------------------- | ------------------------------- | --------------------- |
| 01 |                | 処刑人                  | Shokeinin                       | 2 avril 2022          |
| Mutou Mitsuki est convoqué du Japon dans le monde éthérique par le roi du royaume de Grisarika pour mesurer son Pur Concept. Le roi n'étant pas satisfait du sien, Mitsuki est jeté hors du château. Il rencontre alors une jeune femme qui dit s'appeler Menou et qui lui expose sa situation et celle du monde dans lequel il se trouve. En explorant son pouvoir, Mitsuki découvre que son « Pur Concept » est le "Null" : il peut faire disparaître tout ce qu'il veut. À peine son pouvoir découvert, Mutou est tué par Menou, révélant qu’elle est une Faust spécialisée dans le meurtre des Perdus. Elle rapporte à l’archevêque Orwell, sa supérieure, la mort du Perdu, mais aussi l’existence d'une deuxième Perdue, une fille convoquée après Mitsuki et qu'il aurait vu pendant qu'il était encore au château. Un flashback nous montre que le village de Menou a été détruit par une Perdue avant d’être assassinée par Flare, révélant au passage le danger que représentent les Perdus lorsqu'ils perdent le contrôle de leurs de Pur Concept, mais aussi pourquoi Menou est si froide à l'idée de les tuer. L'épisode enchaîne avec l'arrivée de Momo, l'assistante de Menou et obsédée par cette dernière. Juste après, des soldats du roi attaquent l'église de Menou, révélant que le roi cherche à renverser l’Église pour régner sans leur ingérence. Menou tue les soldats puis s’infiltre dans le château où la deuxième Perdue, Akari Tokito, est détenue. |                |                         |                                 |                       |
| 02 |                | 迷い人                  | Mayoibito                       | 9 avril 2022          |
| Menou ayant réussi à s'infiltrer auprès d'Akari, celle-ci révèle à Menou que son « Pur Concept » est une capacité de guérison avant que Menou ne tente de l’assassiner. Cependant, à la mort d’Akari, son pouvoir s’active, révélant qu’il s’agit en fait du « Pur Concept » du "Temps" et qu'il permet à Akari d'inverser le temps. Son corps se régénérant, Akari se ranime sans se souvenir de sa tentative d'assassinat. Ne sachant que faire, Menou contacte Orwell, qui exige qu’Akari lui soit amené à Garm dans trois jours pour une cérémonie qui devrait la tuer. Menou ayant sympathisée avec Akari, elle la convainc de partie avec elle pour Garm et que la cérémonie lui permettra de repartir au Japon. Parallèlement, L’Église arrête le roi Grisarika pour hérésie. Momo n’est pas content que Menou doive passer du temps avec une cible et insiste pour voyager avec elles à Garm, à l'insu d'Akari. Momo remarque qu'Ashuna, la fille guerrière du roi Grisarika, part dans le même train que Menou et Akari. |                |                         |                                 |                       |
| 03 |                | 禁忌の【赤】            | Kinki no [Aka]                  | 16 avril 2022         |
| Alors que le voyage en train commence sans encombre, des terroristes en prennent le contrôle. Ils disent vouloir échanger la princesse Ashuna présente à bord contre leur chef emprisonné. Ils sont finalement maîtrisés par Menou, Momo et Ashuna. En tentant de se diriger vers l'avant du train en passant par le toit, Momo rencontre Ashuna, qui voyant que Momo est une Faust, l’attaque. Les terroristes vaincus présents dans la locomotive révèlent à Menou qu’il s’agit en réalité d’une mission suicide. C'est à ce moment que les cristaux d’éther qu’ils avaient avalés au préalable absorbent leurs corps. Les nouveaux cristaux venants des corps des différents terroristes finissent pas s'assembler pour former un monstre sous la forme d'un chevalier doté d'une force herculéenne. Momo et Ashuna tombent du train pendant leur combat. Le chevalier, en voulant combattre Menou, endommage le moteur du train, le faisant accélérer de manière incontrôlable. Menou, Ashuna et Momo éprouvent soudainement un sentiment de déjà-vu extrême. C'est à ce moment que Menou est rejointe par Akari, qui dit être inquiète après avoir vu le corps des terroristes restés dans les voitures s'être fait absorbés puis des cristaux se déplacer vers la locomotive. Menou bat le guerrier puis punit Akari pour s’être mise en danger. Réalisant qu’elle n’a plus assez d'éther pour arrêter le train, Menou décide d'en emprunter à Akari, les rendant épuisées mais ravies d'avoir pu arrêter le train. Pendant ce temps, Momo et Ashuna continuent à se battre en duel. Le lendemain matin, Menou n'arrive pas à se débarrasser du sentiment inconfortable que le train s’est écrasé et a tué tout le monde, y compris elle-même. Elle pense que la catastrophe a bien eu lieu, mais que le « Pur Concept » d'Akari s'étant enclenché à sa mort, il a dû inverser le temps de l'ensemble du monde, d'où l'impression de déjà-vu ressenti aussi bien par Menou, Ashuna et Momo. c'est un problème car cela veut dire son « Pur Concept » est déjà très puissant. |                |                         |                                 |                       |
| 04 |                | 古都ガルム              | Koto Garumu                     | 23 avril 2022         |
| Alors que Menou et Akari continuent leur voyage vers Garm, Menou se souvient de son enfance après avoir été sauvée par Flare. Ayant eu son âme « blanchie » comme effet secondaire de la destruction de son village, Menou a perdu tous ses désirs et motivations, se sentant seulement obligée de suivre Flare partout où elle va. Après avoir vu Flare tuer de nombreux Perdus, Menou décide de devenir son apprentie malgré les avertissements de cette dernière qui déclare que les bourreaux comme elle sont des méchants. Intriguée par la détermination de Menou, Flare décide néanmoins de l’entraîner à devenir bourrelle. Dans le présent, Menou et Flare arrivent à Garm et Akari demande à Menou de lui faire visiter la ville plus tard. À la cathédrale, Orwell accueille les deux filles, affirmant que la chambre spéciale sera prête dans deux jours. En attendant, Menou est chargé d’enquêter sur la mystérieuse disparitions de plusieurs jeunes filles. Menou charge Momo, qui a réussi à échapper à Ashuna, de s’occuper de cette nouvelle affaire : cela lui permet de tenir la promesse qu'elle a donné à Akari de sortir avec elle pour lui faire visiter la ville. |                |                         |                                 |                       |
| 05 |                | さよなら                | Sayonara                        | 30 avril 2022         |
| Menou et Akari continuent de passer du temps ensemble avant de se rendre à la chambre spéciale, où Menou se prépare à assister à la mort d’Akari. Pendant ce temps, Momo continue d’enquêter sur le cas des femmes disparues et suit une piste dans les souterrains. Là, elle retrouve Ashuna, qui lui propose de faire alliance temporairement pour comprendre ce qui se passe sous Garm. Sous le palais, les deux femmes découvrent une chambre d’invocation, prouvant que la Noblesse de Garm est impliquée dans l’invocation de Perdus. Cependant, Momo souligne que les Nobles ne possèdent pas la connaissance de l’invocation, qui n’est exclusive qu’au Faust, ce que confirme Ashuna. Seul conclusion possible : un Faust de haut rang doit collaborer avec eux. Momo se rend compte que la seule personne capable d’une telle chose est Orwell. Elle envoie un avertissement à Menou avant qu’elle et Ashuna ne soient attaqués par des monstres. Menou, avertie par Momo de la situation, tente d’interrompre le rituel mais est acculée par Orwell, qui explique qu’elle veut utiliser la chambre pour effacer l’esprit d’Akari. Son but : pouvoir utiliser son « Pur Concept » pour inverser son vieillissement, devenant ainsi immortelle. Orwell avait déjà tenté de voler la jeunesse de plusieurs jeunes femmes, révélant au passage être responsable de la mort des jeunes femmes disparues. L'épisode se termine sur le combat qui débute entre Menou et Orwell. |                |                         |                                 |                       |
| 06 |                | 【回帰:記憶・魂・精神】 | [Kaiki: Kioku Tamashii Seishin] | 7 mai 2022            |
| Alors que Menou combat le monstre d’Orwell, l’archevêque révèle que c’est son jeu avec le pouvoir d’un Perdu qui a détruit le village natal de Menou. Juste au moment où elle est sur le point d’être sacrifiée, le « Pur Concept » d’Akari prend effet automatiquement, lui permettant de l’utiliser consciemment à plein effet. Pendant ce temps, le combat entre Momo, Ashuna et les montres se poursuit. Durant le combat, les rubans à cheveux de Momo sont détruits. Étant donné qu'il s'agissaient d'un cadeau que Menou lui avait fait, Momo devient folle de rage, finissant par endommager le palais, puis par attaquer la cathédrale d’Orwell, permettant à Akari de rejoindre Menou. Menou puise dans le « Pur Concept » d’Akari en accélérant le vieillissement d'Orwell jusqu'à la tuer. Les monstres ayant tous été tués, Ashuna prend congé. Cependant, pendant que Menou puise dans le « Pur Concept » d'Akari, elles ont toutes les deux des visions troublantes de leur avenir ensemble, dans lesquelles Akari provoque involontairement la mort de Menou, cette dernière n'ayant pas réussi à la tuer. L'épisode prend fin avec Akari qui souhaite que Menou - et seulement Menou - la tue avant que cela n’arrive. |                |                         |                                 |                       |
| 07 |                | 港町リベール            | Minatomachi Ribēru              | 14 mai 2022           |
| Menou se rend compte que les visions sont en fait des flashbacks du futur, et qu’Akari a utilisé son « Pur Concept » pour remonter le temps de plusieurs mois après avoir causé sa propre mort. L'effet secondaire de cette manipulation est qu'Akari perd au fur et à mesure ses souvenirs conscients du temps qu'elles passent ensemble. Menou emmène Akari au Sanctuaire, prétendument un quartier résidentiel pour les Perdus. Ils font une halte à Libelle, ville portuaire et site où l’une des quatre erreurs humaines majeures, le Pandæmonium, s’était manifestée et avait été scellée. La ville habrite également un groupe subversif appelé The Fourth, qui se considère comme une classe sociale « libérée » à part du reste du monde. Parmi leurs membre figurent le comte Libelle, le souverain de la ville, et sa fille Manon. Ils tentent de financer leurs activités illicites par la production d'une drogue appelée monstrine. Cette drogue est d'autant plus dangereuse qu'elle permet de transformer ceux qui l'ingère en monstres. La mère de Manon ayant été tuée par Flare et apprenant la présence de Menou en ville, The Fourth décide de l’assassiner, craignant qu’elle n’interfère avec leurs plans. Pendant ce temps, Menou décide d’éliminer Akari en la droguant et en l’envoyant à travers le mur de brouillard qui isole le Pandæmonium du reste du monde, mais le pouvoir d’Akari s’active une fois de plus, la renvoyant aux côtés de Menou. De plus, la détermination de Menou commence à faiblir alors qu’elle commence à développer des sentiments pour Akari. L'épisode se termine avec Manon conduisant une jeune fille dans un appareil semblable à une vierge de fer qui récolte son sang. |                |                         |                                 |                       |
| 08 |                | 魔薬                    | Mayaku                          | 21 mai 2022           |
| Après l’échec de la tentative de piéger Akari dans Pandæmonium, Menou retourne à Libelle avec elle. Une fois retournée à Libelle, des membres du Fourth tentent de les prendre en otage. Bien que les assaillants soient vaincus et arrêtés, ils sont transformés en monstres par Manon pour les empêcher de parler. Les autres membres du The Fourth confondent Manon, car la monstrine est censée servir à financer leurs opérations, mais aussi tenir les gens en otage par la menace d’utiliser la monstrine pour les transformer en monstres. Manon révèle qu’elle a secrètement glissé de la monstrine dans leur nourriture, ne leur laissant pas d’autre choix que de suivre ses ordres alors qu’elle poursuit ses plans pour acquérir le pouvoir de sa mère. Menou est chargé par la prêtresse Sicilia d’enquêter sur la production de monstrine en échange de fonds pour son voyage. Momo commence à enquêter sur la source de la monstrine et rencontre à nouveau Ashuna, qui enquête également sur The Fourth. Menou parvient à obtenir une invitation à un bal organisé par Manon, mais elle est obligée d’amener Akari avec elle, cette dernière ait insisté pour y assister. |                |                         |                                 |                       |
| 09 |                | 夜会にて                | Yakai nite                      | 28 mai 2022           |
| Menou profite de son invitation pour infiltrer l’île Libelle afin de trouver des preuves impliquant Manon dans la production de monstrine. Pendant ses investigations, elle rencontre Ashuna, qui la défie en duel. N’ayant pas d’autre choix, Menou combat Ashuna et parvient à lui échapper, mais perd sa chance d’explorer le château. Pendant ce temps, Akari retrouve ses souvenirs et réalise que les événements de cette chronologie ont considérablement divergé des précédents. Manon s’approche alors d’elle, révélant qu’elle sait qu’Akari est une Perdue. Déterminé à comprendre pourquoi la chronologie a divergé, Akari suit Manon. Momo s’infiltre dans l’usine de production de monstrine et ouvre la vierge de fer, trouvant la fille à l’intérieur. Malheureusement, cette action déclenche un piège explosif qui laisse une pointe empoisonnée dans le corps de Momo. Apprenant ce que Momo a découvert, Menou demande à la prêtresse Sicilia de faire appel aux autorités pour arrêter The Fourth, car il y a maintenant suffisamment de preuves reliant Manon et The Fourth à la production de monstrine. Alors que les autorités assiègent l’île Libelle, Akari confronte Manon, avec l’intention d’obtenir des réponses de sa part. |                |                         |                                 |                       |
| 10 |                | 迷い人の娘              | Mayoibito no Musume             | 4 juin 2022           |
| Manon révèle que Pandæmonium l’a informée qu’Akari a régressé le temps plusieurs fois, ce qui lui a permis d’agir pour la changer, en acquérant les connaissances nécessaires pour obtenir un Pur Concept. Elle utilise le pouvoir de la monstrine pour attaquer Akari, mais Menou arrive juste à temps pour la sauver. Menou affronte alors Manon, qui révèle qu’elle voulait obtenir l'une des quatre Erreur majeure pour provoquer les Fausts à la tuer, tout comme ils l’ont fait pour sa mère, une Perdue qui a été tuée par Flare. Menou blesse mortellement Manon, qui utilise sa mort en sacrifice pour invoquer la jeune fille, qui se révèle être le Pandæmonium. Comme Akari, Pandæmonium ne peut pas être tué en raison de la nature de son Pur Concept, qui la régénère automatiquement chaque fois qu’elle est tuée. Pandæmonium défie alors Menou de trouver un moyen de la tuer alors qu’elle invoque une armée de monstres. |                |                         |                                 |                       |
| 11 |                | 万魔殿                  | Pandemoniumu                    | 11 juin 2022          |
| Menou continue à combattre Pandæmonium mais elle commence à manquer d’Éther. Heureusement, Ashuna arrive sur les lieux du combat et lui fournit un soutien crucial. Cependant, Pandæmonium parvient à s’échapper et invoque de nouveaux monstres. Pendant ce temps, Akari décide d’utiliser son pouvoir pour aider à guérir Momo mais est confrontée à un clone de Pandæmonium. Elle révèle qu’en raison des réinitialisations répétées de la chronologie par Akari, le monde s’effondre lentement, affaiblissant suffisamment le mur de brouillard pour permettre à Pandæmonium de laisser une petite partie de son corps réel à travers une brèche. Pandæmonium révèle également à Akari que ses tentatives d’être tuées par la main de Menou seront impossibles en raison de l’interférence d’êtres plus puissants comme Flare ayant accès aux Archives Astrales. Pandæmonium révèle également à Akari qu’il existe un moyen de retourner au Japon. À l’extérieur, Menou comprend que le monstre Pandæmonium invoqué ne peut être manifesté que temporairement avant d’être ramené dans le mur de brouillard, la même chose arrivant à Pandæmonium elle-même. Cependant, avant d’être complètement rentrée, elle se transforme en monstre pour une bataille finale contre Menou et Ashuna. |                |                         |                                 |                       |
| 12 |                | ふたりの旅路            | Futari no Tabiji                | 18 juin 2022          |
| Menou et Ashuna combattent Pandæmonium, mais elles sont forcées de se séparer lorsque Pandæmonium envoie ses sbires attaquer la ville, Menou finissant par combattre Pandæmonium seule. Sur le point de perdre, Ashuna lui prête son épée et Akari réussit à la rejoindre. Menou alimente alors l’épée d’Ashuna avec l’éther d’Akari et finit par détruit Pandæmonium. Alors que son corps se dissout, Pandæmonium révèle à Menou que l’Épée de Sel, le sous-produit d’une autre Erreur Humaine, peut détruire tous les autres Purs Concepts, ce qui signifie qu’elle peut tuer Akari. Menou est troublée, se demandant ce qu’elle ferait si elle trouvait un moyen de s’assurer qu’Akari ne serait pas une menace sans la tuer. Akari supprime une fois de plus ses souvenirs et les deux décident de continuer leur voyage. Pendant ce temps, Momo voit l’amitié grandissante de Menou avec Akari et jure de tuer Akari à la place de Menou. Manon est ressuscitée par un autre fragment de Pandæmonium, et il est sous-entendu que Pandæmonium est la sœur aînée de Manon, ayant été envoyée dans ce monde bien avant sa mère. Manon accepte d’aider Pandæmonium à répandre le Chaos à travers le monde. Ailleurs, Flare est informé que Pandæmonium et la Société mécanique Les erreurs humaines commencent à devenir actives. Encouragé par cette nouvelle, Flare décide de tuer Menou à nouveau afin de continuer à forcer Akari à réinitialiser la chronologie. |                |                         |                                 |                       |

## Produits dérivés
Différents produits dérivés du manga sont mis en vente.

## Accueil

### Critique
Le premier épisode de l’anime a été examiné par plusieurs éditeurs du portail en ligne Anime News Network et a reçu des commentaires majoritairement positifs.
Le site SensCritique donne une note de 6.6/10 à l'anime et le site MyAnimeList 6.78/10.
Le site AnimeNewsNetwork décrit l'anime comme « En plus d’être un ajout intrigant au genre isekai toujours populaire des light novels, Virgin Road est une sortie intrigante en raison du fait qu’elle comprend des éléments que l’on ne voit pas couramment dans les light novels publiés en anglais - un protagoniste féminin et une histoire yuri. ».